# مرکز شهر ونکوور
مرکز شهر ونکوور (انگلیسی: Downtown Vancouver) منطقه تجاری مرکزی و محله مرکز شهر مترو ونکوور، واقع در ساحل شمال غربی شبه‌جزیره بورارد در منطقه لوئر مین‌لند بریتیش کلمبیا است.